# 中山钢业所
株式会社中山钢业所是曾存在于满洲国奉天市铁西区的公司，从事铁制品的制造和贩售。
中山钢业所的创立者是日本企业中山制钢所的所有者中山悦治。1933年8月，中山在奉天市铁西地区斥资70万日元设立了“亚铅镀平浪板（波纹式镀锌铁皮）制造工厂”，1934年5月投产。由于当时需求旺盛，1935年2月增加了珐琅铁器生产线，4月增加了铁钉生产线，1936年1月增加了螺钉生产线，1937年3月增加了锌线缆生产线、5月增加了圆、方形钢材的生产线。1937年11月24日（一说12月）中山设立了满洲国法人中山钢业所，地址位于奉天市铁西区兴工街一段33号。资本金100万元，决算期为5月、11月。产品包括上述建材及盆、瓶、锅、盘等铁、搪瓷日用品。。
1935年时工厂有男工198人:7。1940年后，中山钢业所在天津、青岛以及上海设立分厂。1944年春，奉天中山钢业所的工人據稱受中共地下党指使，放火烧毁了变电所，使得工厂停产三个月。:402
1965年，沈阳轧钢厂在奉天中山钢业所原址的基礎上成立，大下岗时期沈阳国企工厂纷纷倒闭，后来其原址开发成為居民住宅南风雅苑。